# 申祐
申祐（1403年—1449年），字䒶錫，貴州思南府婺川縣人，官籍。明朝官员、進士出身。

## 生平
申祐父被虎吃，申祐持梃奮擊，倖免於難。鄉試中舉后，入學國子監，參與率領諸生救國子監祭酒李時勉。正統十年（1445年），登進士，拜四川道監察御史。正統十四年（1449年），跟從明英宗北征，在土木之變中殉難。

## 家族
曾祖申仕隆。祖父申應斌。父亲申俊，曾任婺川縣五堡三坑巡檢司巡檢。